# Logan Martin
Logan Martin (22 november 1997) is een Australisch wielrenner.
Martin is een BMXer die gespecialiseerd is in het onderdeel park.
Tijdens de X Games behaalde hij meerdere medailles. Martin werd olympisch kampioen op het onderdeel BMX park in Tokio.

## Belangrijkste resultaten
| Jaar | X Games                                                                 | WK       | Olympische Spelen | Overig |
| ---- | ----------------------------------------------------------------------- | -------- | ----------------- | ------ |
| 2016 | Freestyle park BMX                                                      |          |                   |        |
| 2017 | Freestyle park BMX · Freestyle dirt BMX · Freestyle park BMX best trick | BMX park |                   |        |
| 2018 | Freestyle park BMX · Freestyle dirt BMX · Freestyle park BMX best trick |          |                   |        |
| 2019 | Freestyle park BMX · Freestyle dirt BMX                                 | BMX park |                   |        |
| 2020 |                                                                         |          |                   |        |
| 2021 |                                                                         | BMX park | BMX park          |        |
| 2022 | Freestyle park BMX                                                      |          |                   |        |

2020: Logan Martin · 
2024: José Torres Gil